# Adtemptata pudicitia
Adtemptata pudicitia è una locuzione latina usata nel diritto pretorio per identificare l'oltraggio al pudore.
Era una forma d'illecito appartenente alla categoria delle contumelie o ingiurie.

## Storia
Fu accolta nell'Edictum perpetuum con i seguenti termini:
Per fare un paragone con l'attuale diritto penale, va pertanto assimilata più che alle offese al pudore, alla violenza sessuale presunta (atti sessuali con soggetto inferiore all'età del consenso).